# 長島浩 (ボクサー)
長島 浩（ながしま ひろし、男性、1966年3月15日 - ）は、日本の元アマチュアボクシング選手。神奈川県横浜市出身。1992年バルセロナオリンピックライトミドル級日本代表。左ボクサースタイル。身長180cm。武相中学校・高等学校、日本大学卒業。

## 経歴
父・武は、強豪校のひとつである武相高校にボクシング部を立ち上げた人物。松島勝之（1988年ソウルオリンピックバンタム級5位）・二郎（第56代日本バンタム級王者）兄弟は、従兄弟にあたる。
小学校時代はリトルリーグで野球をしていたが、中学校時代に高校のボクシング部で練習を始めた。高校時代の1984年、インターハイライトウェルター級で優勝。大学時代の1985年と1987年、全日本選手権ウェルター級で2度の優勝を収めた。
大学卒業後もユニマット（旧称ユナイテッドスティールの時代を含む）所属選手として競技を続け、1989年にはモスクワで開催された世界選手権ソ連大会に出場し、1990年には全日本選手権ウェルター級で優勝。1991年にはシドニーで開催された世界選手権オーストラリア大会に出場した。
初めて地域予選が導入されたバルセロナオリンピックではタイにおける1次予選で出場権を獲得し、ライトミドル級の日本代表となった。1992年7月27日、1回戦で、後にプロへ転向してWBA世界ミドル級王座を獲得したマセリノ・マソー（サモア）と対戦し、3回RSC負けとなり、この試合を最後に現役を引退した。

## 獲得タイトル
- 第38回インターハイライトウェルター級優勝
- 第55回全日本選手権ウェルター級優勝
- 第57回全日本選手権ウェルター級優勝
- 第60回全日本選手権ウェルター級優勝

最終戦績：165戦135勝30敗（国内では8敗）